# Robert Kyle Burns
Robert Kyle Burns (* 26. Juli 1896 in Hillsboro, Virginia; † 26. Juni 1982 in Bridgewater) war ein US-amerikanischer Wissenschaftler.

## Leben
Nach seinem Highschoolabschluss entdeckte Burns während einer Vorlesung am Bridgewater College sein Interesse für die Biologie. An der Yale-Universität erlangte er seinen Ph.D.
Burns forschte umfangreich und unterrichtete an der University of Rochester und dem Bridgewater College. Sein Forschungsgebiet bzw. Schwerpunkt beschäftigte sich insbesondere mit der sexuellen Differenzierung bei Wirbeltieren.
Im Jahre 1937 berichtete die New York Times, dass es Burns und einem anderen Biologen gelungen sei, das Geschlecht von Alligatoren durch Injektion von weiblichen Geschlechtshormonen zu ändern.

## Mitgliedschaften
Mitglied der National Academy of Sciences, 1955.

## Privates
Sein Sohn war ebenfalls Hochschullehrer. Einer seiner Enkel ist der bekannte Dokumentarfilmer Ken Burns.